# アレックス・ランバート
アレクサンダー・ドン "アレックス" ランバート (1990年12月10日-） アメリカテキサス州ノースリッチランドヒルズ出身のシンガーソングライター。アメリカの人気オーデション番組 アメリカンアイドル9シーズン目のセミファイナリスト。ウェブサイト配信番組のイフアイキャンドリームに出演した。

## 来歴
ランバートはアメリカテキサス州ノースリッチランドヒルズ出身。父ハロルド・ランバート、母グエン・ヘンダーソン・ランバートとの間に生まれる。兄スペンサー、双子の弟トレバーとトレントン、義兄弟ジェイスとエリック、異母兄弟のメイソンの6人の兄弟を持つ。
テキサス州リッチランド高校時代はフットボール選手で、2008年テキサス州トーナメントおよびナショナルチャンピオンシップの代表選手だった。
9歳のときに歌とギターを始める。16歳のときに本格的に音楽に取り組むようになり、自作の歌も作るようになった。祖父はコンウェイ・トウィッティ (Conway Twitty) やウィリー・ネルソン (Willie Nelson) と共演していたカントリーミュージシャンで、ランバートはこの祖父に大きな音楽的影響を受けている。アメリカンアイドルのオーディションに先だっては、歌唱指導やギターレッスンを受けたことはなかった。また人前での演奏経験もほとんどなく、小さなコーヒーショップにおいて友人や家族のためにバンド演奏する程度だった。（バンド名ハンズザットハート Hands that Hurt）
ランバートが影響を受けたミュージシャンは、ビートルズ (The Beatles)、エルヴィス・プレスリー (Elvis Presley)、スティーヴィー・レイ・ヴォーン (Stevie Ray Vaughan)、ボブ・マーリー (Bob Marley)、ジェイムズ・モリソン (James Morrison)、ジョン・メイヤー (John Mayer)、ジョン・レジェンド (John Legend)。

## アメリカンアイドル出演
ランバートは母親に勧められて、2009年8月25日、テキサス州ダラスでのアメリカンアイドル9シーズン目のオーディションを受け合格し、ハリウッドウイークへのチケットを手にした。
ハリウッドウイークにおいては、一回戦でマルーン5の「サンデイモーニング」、次のグループ戦ではフリートウッド・マックの「ドリームズ」、最後のソロパフォーマンスではジェイソン・ムラーズの「アイムユアーズ」を歌った。グループ戦でランバートが所属していたグループ・ドリーマーズのパフォーマンスはぎこちなさを感じさせたものの、最後のソロパフォーマンスでの彼のウクレレ演奏が審査員に好印象を与え、ランバートは上位24名のセミファイナル戦に残った。
生放送で行われるセミファイナル戦最初の夜、ランバートはジェイムズ・モリソンの「ワンダフルワールド」を歌ったが、緊張を隠せず歌うその様子を辛口審査員のサイモン・コーウェルに「uncomfortable（心地悪い）」と評された。しかしながら、彼の歌声に関しては審査員全員から褒め言葉を与えられ、ランバートは上位20名に進出した。そして次の回でジョン・レジェンドの「エブリバディノウズ」を歌うと、審査員は彼の急速な進歩に目を見張り、賞賛の言葉を惜しまなかった。しかし、続く上位16名でのパフォーマンスのときレイ・ラモンテインの「トラブル」を歌い、ランバートはふるい落とされてしまった。これは、アメリカンアイドル史上最もショッキングな出来事として、視聴者の記憶に残った。ロサンゼルスタイムズ紙が選んだアメリカンアイドル1 - 9全シーズントップ120中ランバートは57位にランクインした。

### パフォーマンス
| 週 #                | テーマ                      | 選曲              | オリジナル アーチスト  | 出演順 # | 結果   |
| ------------------- | --------------------------- | ----------------- | ---------------------- | -------- | ------ |
| オーディション      | オーディション選曲          | "Golden Train"    | ジャスティン・ノヅカ   | N/A      | 通過   |
| ハリウッド          | 第一回ソロ戦                | "Sunday Morning"  | マルーン5              | N/A      | 通過   |
| ハリウッド          | グループ戦                  | "Dreams"          | フリートウッド・マック | N/A      | 通過   |
| ハリウッド          | 第二回ソロ戦                | "I'm Yours"       | ジェイソン・ムラーズ   | N/A      | 通過   |
| 上位 24名 (男12名)  | ビルボードホット 100 ヒット | "Wonderful World" | James Morrison         | 10       | セーフ |
| 上位 20 名(男10 名) | ビルボードホット 100 ヒット | "Everybody Knows" | ジョン・レジェンド     | 4        | セーフ |
| 上位 16名 (男8 名)  | ビルボードホット 100 ヒット | "Trouble"         | Ray LaMontagne         | 2        | 落選   |

## アメリカンアイドル後
落選の直後、エレンデジェネレスショーへの出演依頼があった。彼はそこでアメリカンアイドルでの体験を語り、上位16名のパフォーマンスで当初歌う予定にしていたマリオの「レットミーラブユー」を披露した。また、そのショーの楽屋で、ランバートがアメリカンアイドルに落ちた翌日に作詞作曲した「バタフライ」を演奏する様子が撮影された。番組グッドデイテキサスにも出演し、別のオリジナルソング、「アイビンワーキング」を歌った。
ランバートの落選を惜しむ、ジェシカボンジョルノという一人のファンが、オンライン署名活動を始めた。ランバートをアメリカンアイドルに復帰させる請願には18,000人以上が署名した。署名した人の中には、デミ・ムーアなどの有名人も含まれていた。そしてとうとう、ファンの熱意がアメリカンアイドルの創設者サイモン・フラーに届いた。

## イフアイキャンドリーム
2010年4月1日、ランバートはサイモン・フラー企画プロジェクトであるイフアイキャンドリームというウェブサイト配信のリアリティーショーに参加することになった。これは、ハリウッドでの成功を夢見る俳優、モデル、ミュージシャンの卵たちが、ロサンゼルス郊外にあるドリームハウスと名づけられた住宅で共同生活をしながら夢を追う日々を紹介する番組で、当時のキャストはジグリアーニ・ブラガ、ジャスティン・ガストン、ベン・エリオット、カラ・キルマー、アマンダ・フィリップス。ランバートが初めてドリームハウスを訪れ、彼らの仲間に加わった日の様子は、100万人以上の人がネットでライブ視聴した。
イフアイキャンドリームに加わってからは、たくさんの有名なソングライターや音楽プロデューサーとのコラボレーションでデビューアルバム曲をマルチプルトラック録音している。いくつかのデモテープはリリースされているが、多くの曲は公開されていない。イフアイキャンドリームの番組テーマソングは第10回のエピソードまでエルヴィス・プレスリーの「イフアイキャンドリーム」だったが、第11回のエピソードから、ランバートが書いた曲「ドリームウィズマイアイズオープン」になった。
この番組の最初のシーズンは終了したが、ランバートは引き続きロサンジェルスを活動拠点として19エンターテインメントのソングライターやプロデューサーと仕事を続けている。

## 「アイディドントノウ」音楽ビデオ
「アイディドントノウ」はランバートがナスリ・アトウェ (Nasri Atweh)、アダム・メッシンジャー (Adam Messinger) とともに書いたソウルフルなポップソングである。クリアチャンネルと19エンターテインメントがこの曲のミュージックビデオを製作した。そして2010年7月26日アイハートラジオからリリースされ、ネットで公開された。
ビデオは、ランバートがPlay Me I’m Yoursと書かれたストリートピアノを弾きながら歌うシーンで構成されている。撮影には、ブルックリン橋やコニーアイランド、タイムズスクエアなどの名所をふくむ五箇所のニューヨークの街角が使われている。2011年4月12日、ネット配信のビデオ等に送られる賞第15回ウェービー・アワードにおいて、ランバートの「アイ・ディドゥント・ノウ」が最高編集賞に選ばれた。

## メディア出演、パフォーマンス
イフアイキャンドリーム出演期間中に、ロサンゼルス地区で行った演奏は次の通り。ライブハウス「ミント」での2回のライブ、ハンチントンビーチでの全米オープンサーフィン開催中に行われたホリデイ・イン ノーテルモーテルでのアコースティックライブ、2010年サンセット通りミュージックフェスティバルでは、ロキシーシアターにて自らのバンド”ランバート アンド ザ ライツ”として初めての演奏をした。ライツのオリジナルメンバーは、リズムギター；サミュエル・ラーセン（ Samuel Larsen、アメリカンアイドル時のルームメイト ）、リードギター；アレックス・トレハーン ( Alex Treharne)、キーボード；オリバー・リー (Oliver Lee)、ドラム；フレディー・ヒル (Freddy Hill)、バス；ジョージ・ヒル（George Hill;フレディーの双子の弟）。

アメリカンアイドルやイフアイキャンドリームに出演したセレブとしていくつかのイベントや番組への出演も果たしている。ジグリアーニ・ブラガとともに2010年ヤングハリウッドアワードのプレゼンターを務め、ロサンゼルス・ドジャーズ＝ドジャースタジアムでは「星条旗_(国歌)」「ゴッド・ブレス・アメリカ」を歌った。またグレイスランドを訪れ、メンフィスのエルヴィス・プレスリー追悼集会においてエルヴィスの曲を歌った。

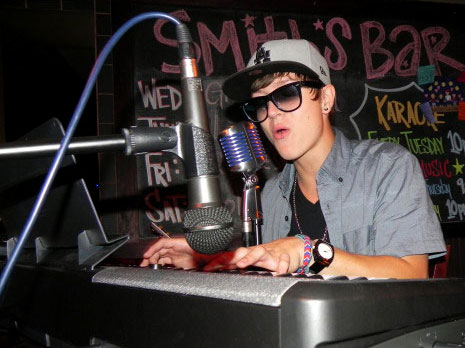
2011年6月26日、ニューヨークライブ

そのほかにも様々なチャリティーに出演している。2010年8月、非営利団体リアリティーケアーズを介してロサンゼルス子供病院を訪問し、入院患者に歌を披露した。地域コミュニティーセンター「アプレイスコールドホーム」では、ペプシリフレッシュプロジェクト”バックトゥスクール”パーティーで若者たちのためにバンド演奏した。2010年10月、イフアイキャンドリーム第一部終了後、テキサス州フォートワースのブラウンストーンレストランで行われた乳がんの啓発キャンペーン資金収集イベントにて演奏した。その際ランバートは彼の祖母も乳がんを患っていることを公表している。2010年11月初旬、テレビショー「ドントフォゲットザリリックス」にセレブゲストとして出演した。獲得賞金の5千ドルはフィーディングアメリカに寄付された。
2011年5月27日、ロサンジェルスのロキシーシアターにおいて、ライブストリーミングサイトStickam主催の日本震災復興基金ライブコンサートに出演した。
「アイ・ディドント・ノウ」のビデオを撮影したほぼ1年後の2011年6月26日、ランバートは再びニューヨークに戻り、プライベート・ライブショーを行った。会場となったSmith's Barは東海岸や遠方の州からかけつけた熱狂的なファンで満席になった。